# Conservatoire national des arts et métiers
Conservatoire national des arts et métiers (CNAM) er et fransk ingeniør-institut tilknyttet Conférence des grandes écoles.
Instituttet blev oprettet i 1794 og har i dag status som Grand établissement og omkring 110000 studerende, fordelt på 158 centre. Der uddannes på fransk og engelsk. Instituttet bestyrer også det tekniske museum: Musée des arts et métiers.

## Kvalifikationer
- Ingeniør CNAM ;
- Master ;
- Doktorgrad ;
- Mastère Spécialisé ;
- Massive Online Open Course (MOOC)[4].

## Bemærkelsesværdige Professor
- Pierre Bézier, fransk maskin- og elektroingeniør